# Шинковиця-Шаська
Шинковиця-Шаська (хорв. Šinkovica Šaška) — населений пункт у Хорватії, в Вараждинській жупанії у складі громади Бедня.

## Населення
Населення за даними перепису 2011 року становило 111 осіб.
Динаміка чисельності населення поселення:

## Клімат
Середня річна температура становить 9,73 °C, середня максимальна – 24,06 °C, а середня мінімальна – -6,53 °C. Середня річна кількість опадів – 1081 мм.
| Клімат поселення                              | Клімат поселення | Клімат поселення | Клімат поселення | Клімат поселення | Клімат поселення | Клімат поселення | Клімат поселення | Клімат поселення | Клімат поселення | Клімат поселення | Клімат поселення | Клімат поселення | Клімат поселення |
| Показник                                      | Січ.             | Лют.             | Бер.             | Квіт.            | Трав.            | Черв.            | Лип.             | Серп.            | Вер.             | Жовт.            | Лист.            | Груд.            |                  |
| Середній максимум, °C                         | 5,81             | 7,52             | 11,57            | 15,77            | 20,78            | 24,06            | 23,06            | 22,37            | 18,43            | 13,20            | 7,81             | 4,11             |                  |
| Середня температура, °C                       | −0,37            | 1,34             | 5,41             | 9,60             | 14,62            | 17,88            | 19,62            | 18,92            | 14,99            | 9,75             | 4,38             | 0,66             |                  |
| Середній мінімум, °C                          | −6,53            | −4,83            | −0,77            | 3,43             | 8,44             | 11,72            | 16,17            | 15,47            | 11,54            | 6,32             | 0,93             | −2,78            |                  |
| Норма опадів, мм                              | 50               | 55               | 76               | 84               | 93               | 124              | 111              | 105              | 102              | 103              | 101              | 77               |                  |
| Середньомісячна швидкість вітру, м/с          | 1.76             | 1.96             | 2.30             | 2.31             | 2.21             | 2.00             | 1.90             | 1.71             | 1.71             | 1.80             | 1.90             | 1.86             |                  |
| Середньомісячна сонячна радіація, кДж/м²·день | 4111             | 6833             | 10476            | 14734            | 18724            | 20651            | 21217            | 18422            | 13668            | 8578             | 4588             | 3259             |                  |
| --------------------------------------------- | ---------------- | ---------------- | ---------------- | ---------------- | ---------------- | ---------------- | ---------------- | ---------------- | ---------------- | ---------------- | ---------------- | ---------------- | ---------------- |
| Джерело:                                      |                  |                  |                  |                  |                  |                  |                  |                  |                  |                  |                  |                  |                  |